# Nivky za Větřákem
Nivky za Větřákem jsou přírodní památka v okrese Hodonín v jihozápadním směru od obce Mutěnice v nedalekém lese pod vrchem Větrák. Přístup sem je velice snadný po silnici z Mutěnic. Důvodem ochrany je lesoluční společenstvo se vzácnou květenou.
Z rostlin se zde vyskytuje např. svízel severní (Galium boreale), bělozářka větvitá (Anthericum ramosum), hlaváček jarní (Adonis vernalis), prvosenka jarní (Primula veris) a lilie zlatohlávek (Lilium martagon). Živočišné druhy zde zastupuje zejména ťuhýk obecný (Lanius collurio), kukačka obecná (Cuculus canorus), strnad obecný (Emberiza citrinella), bramboráček červenohlavý a ještěrka obecná (Lacerta agilis).